# Ruwiki
Ruwiki (russisk: Рувики) er en russisk flersproget internetencyklopædi, med udgaver på russisk og andre sprog i Den Russiske Føderation. Den blev lanceret den 24. juni 2023 som en forgrening af den russisksprogede Wikipedia og er af medierne blevet beskrevet som "Putin-venlig" og "Kreml-kompatibel" samt som et "[russisk] statsstøttet leksikon, der er en klon af den oprindelige russiske Wikipedia, men som bekvemt er blevet redigeret for at udelade ting, der kunne stille den russiske regering i et dårligt lys." En fuldskalalancering fandt sted den 15. januar 2024. Ruwiki har over 2 millioner artikler.
Projektet ledes af Vladimir Medejko, som tidligere var involveret i det russiske Wikipedia-projekt og direktør for Wikimedia Rusland. Medejko skabte angiveligt projektet som et alternativ til den russiske Wikipedia, som ville være mere venligt stemt over for den russiske regering.
Ordene "рувики" og den transskribede latinske version, "ruwiki", har længe været brugt til at henvise til russisk Wikipedia blandt wikipedianere.